# Jorge Dansey Gazcón
Jorge Dansey Gazcón (partido de San Martín, provincia de Buenos Aires, 7 de enero de 1921 - Buenos Aires, 9 de febrero de 2019) fue un general retirado del Ejército Argentino que perteneció al Arma de Artillería.
En 1955, ya con el grado de mayor y según su propio relato, retiró el cuerpo embalsamado de la señora Eva Duarte de Perón del edificio de la CGT (Calle Azopardo) y lo trasladó a la jefatura del SIE (Viamonte y Callao) en la ciudad de Buenos Aires. Él expresó: «Fue entre el 19 y el 21 de septiembre, cerca de la medianoche, y lo hice para proteger el cuerpo contra un atentado. Nadie me lo ordenó, yo tomé la decisión al advertir que el cadáver estaba librado a su suerte».
Fue agregado militar en la capital estadounidense de Washington y presidente de la Asociación de Agregados Militares Latinoamericanos. 
En 1960 se desempeñó como Jefe II (Inteligencia) del Estado Mayor del Ejército.
Fue subdirector a cargo de la dirección del Colegio Militar de la Nación.
También fue condecorado con la Orden de Ayacucho otorgada por la República del Perú. 
Finalmente en 1970 pasó al estado de retiro.